# Борхе, Томас
Тома́с Бо́рхе Марти́нес (исп. Tomás Borge Martínez; 13 августа 1930, Матагальпа — 30 апреля 2012, Манагуа) — никарагуанский революционер, государственный и военный деятель, один из основателей Сандинистского фронта национального освобождения (СФНО) в Никарагуа. Министр внутренних дел Никарагуа в 1979–1990 годах. Член Национального руководства СФНО. Команданте революции.

## Биография
Родился 13 августа 1930 года в городе Матагальпа, когда в Никарагуа ещё шла, последовавшая за гражданской, партизанская война генерала Аугусто Сесара Сандино против интервенции США и коррумпированного правительства страны. Его отец сражался в рядах армии Сандино против американцев и Борхе с детства воспринял идеи антиимпериалистической борьбы. В 1943 году в возрасте 13 лет он включился в революционную деятельность, в 1946 году, 16-летним, редактировал газету «Эспартако», направленную против режима генерала Анастасио Сомосы Гарсиа. Тем не менее, Борхе получил начальное образование и поступил на юридический факультет Автономного университета Никарагуа (отделение в Леоне).

### Знакомство с Карлосом Фонсекой
Поступив в 1954 году в Университет Леона, Борхе первоначально сблизился с группой студентов из обеспеченных семей, которые впоследствии стали редакторами газет и банкирами, и, несмотря на бунтарскую юность, был далёк от социалистических идей. Но в 1955 году в университете Томас Борхе познакомился со своим земляком, тоже уроженцем Матагальпы, Карлосом Фонсекой. Фонсека был моложе Борхе на шесть лет, но последний попал под его влияние и всю жизнь находился под обаянием его личности. Как вспоминал Борхе, в те годы они во дворике под апельсиновым деревом впервые прочитали «Утопию» Томаса Мора и произведения Джона Стейнбека. Затем в библиотеке поэта Самуэля Месы они нашли произведения Карла Маркса и Фридриха Энгельса, а увлёкшись ими начали собирать произведения В. И. Ленина, которые в те годы ходили по Никарагуа только в списках.

### Революционная деятельность
В 1956 году Борхе становится членом возглавляемого Фонсекой первого марксистского студенческого кружка страны. После убийства Ригоберто Лопесом Пересом президента Анастасио Сомосы в сентябре 1956 года Томас Борхе был арестован и помещён в тюрьму, затем переведён под бессрочный домашний арест. В 1957 году он участвует в организованной Фонсекой общенациональной студенческой забастовке. При этом Борхе не уточняет в своих мемуарах, вступил он в те годы, как и Карлос Фонсека в компартию Никарагуа, носившую название Никарагуанская социалистическая партия. В 1959 году Фонсека и Борхе, бежавший из-под домашнего ареста, эмигрируют в Коста-Рику и создают там движение «Никарагуанская революционная молодёжь».
После победы Кубинской революции Фонсека, Борхе и их товарищи стали убеждёнными сторонниками вооружённой борьбы против режима семейства Сомоса. Борхе утверждал, что в подготовке партизанского отряда «Ригоберто Лопес Перес», во время разгрома которого 24 июня 1959 года был тяжело ранен Карлос Фонсека, принимал участие сам Эрнесто Че Гевара. В момент разгрома отряда Борхе находился в Сан-Хосе, и, получив ложное известие о смерти Фонсеки, расплакался вместе с Сильвио Майоргой прямо посреди кафе. Однако вернувшийся живым Фонсека вскоре вместе с Борхе и Майоргой отправились на Кубу, где уже завёл знакомство с Че Геварой и Тамарой Бунке.

### Основание СФНО и первые неудачи (1960—1967)
Сильвио Майорга привёз на Кубу группу молодых никарагуанских эмигрантов из Венесуэлы, которые стали основой партизанской армии будущего СФНО. Тем временем Фонсека отправился в Гондурас, чтобы создать условия для прибытия повстанческой группы. Вскоре Борхе и Майорга были отправлены вслед за ним.
23 июля 1961 года в Тегусигальпе Карлос Фонсека, Томас Борхе и Сильвио Майорга основали Сандинистский фронт национального освобождения Никарагуа. Были созданы партизанские базы на территории Гондураса в районе реки Патука, и в 1962 году силы фронта насчитывали 60 человек. В 1963 году СФНО начал партизанскую войну на территории Никарагуа, но потерпел поражение. Тогда Борхе с Виктором Тирадо вернулись в Никарагуа для нелегальной работы и начали создавать подпольные ячейки.

### Партизанская борьба (1967—1976)
В 1965—1966 годах Томас Борхе был директором сандинистской газеты «Республиканская мобилизация».
Только в 1967 году фронт предпринимает вторую попытку организовать партизанскую войну: Карлос Фонсека, Томас Борхе и другие руководители СФНО уходят в горы Панкасана. Однако и эта попытка оказывается неудачной. В 1969 году, после понесённых потерь, производится реорганизация Национального руководства СФНО, в которое входят Томас Борхе, Умберто Ортега и другие, а Фонсека избирается на пост генерального секретаря. В январе того же года Томаса Борхе и Генри Руиса за контрабанду оружия арестовывают на границе власти Коста-Рики. Однако их не выдают властям Никарагуа, а высылают в Колумбию. Несколько лет Борхе жил в эмиграции на Кубе и в Перу, возможно посетил базы Организации освобождения Палестины в Ливане. В конце концов он перебрался из Мексики в Никарагуа и вступил в силы СФНО простым бойцом. В 1973 году после тяжёлых потерь к Томасу Борхе, Байардо Арсе и др. переходит командование Внутренним фронтом.

### Арест и тюрьма (1976—1978)
4 февраля 1976 года Томас Борхе схвачен властями в Манагуа прямо перед телекамерами журналистов и отправлен в тюрьму, где подвергнут пыткам. Арест, возможно, спас жизнь Томасу Борхе, так как в 1976—1977 годах правительственные силы уничтожили почти всех руководителей СФНО во главе с Карлосом Фонсекой. В тюрьме Борхе написал книгу воспоминаний о Фонсеке, озаглавленную «Карлос, рассвет уже не только мечта» (в 1980 году, после победы революции, она была выпущена в Манагуа издательством «Nuovo Nicaragua»). Он писал, что находился в тюрьме Типитапы, когда пришёл комендант тюрьмы и принёс номер газеты с известием о смерти Фонсеки. Борхе и его товарищи сказали ему — 
«Вы ошибаетесь, полковник, Карлос Фонсека из тех мёртвых, которые никогда не умирают». 

### Освобождение и победа (1978—1979)
Томас Борхе был освобождён из тюрьмы 24 августа 1978 года, когда сандинистская группа захватила Национальный дворец в Манагуа. Вместе с другими освобождёнными заключёнными он вылетел в Панаму, а затем на Кубу. Вернувшись в руководство фронта, расколовшегося после смерти Фонсеки на три фракции, он стал лидером фракции «Длительная народная война» (исп. Guerra popular prolongada, GPP). После объединения сил фронта в Гаване 7 марта 1979 года Томас Борхе стал одним из 9 членов Объединённого национального руководства СФНО.
Борхе принимал участие в совещании Объединённого национального руководства СФНО 11 июля 1979 года, когда рассматривалась программа дальнейших действий в канун падения режима Сомосы. 12 июля он вместе с Даниэлем Ортегой, Серхио Рамиресом и Мигелем д’Эското провёл переговоры в Коста-Рике, на вилле президента страны Родриго Карасо Одио в Пунтаренас с представителем правительства США Уильямом Боудлером. На нём сандинисты игнорировали компромиссное предложение об отставке Сомосы и замене его Франсиско Уркуйо, а затем кардиналом Мигелем Обандо Браво, однако согласились с назначением министром обороны бывшего полковника Национальной гвардии Бернардино Ларриоса вместо Умберто Ортеги.
19 июля 1979 года, в день, когда части СФНО вступили в Манагуа, Томас Борхе находился в Леоне, на Западном фронте, и прибыл в столицу позднее.

### Министр внутренних дел Никарагуа (1979—1990)
Уже через месяц после победы революции Борхе занимал важные государственные посты. Он стал членом Государственной комиссии по контролю за ходом сандинистской революции, членом Военного комитета Национального руководства СФНО, а после реорганизации армии 18—23 августа — заместителем главнокомандующего Сандинистской народной армией Умберто Ортеги. В декабре 1979 года его назначили на освободившийся пост министра внутренних дел Никарагуа. Под его начало перешли Сандинистская полиция (исп. Poliснa Sandinista — PS) и Генеральный директорат государственной безопасности. В сентябре 1980 года Борхе вошёл в состав комиссии по делам обороны и безопасности Национального руководства СФНО. После сентября 1980 года распространялась информация, что Томас Борхе — организатор казни бежавшего за рубеж свергнутого сандинистской революцией диктатора Анастасио Сомосы.
В первое время главной проблемой Борхе было содержание в тюрьмах и рассмотрение дел бывших чиновников Сомосы и военнослужащих распущенной Национальной гвардии. Кроме того, на него легло проведение в жизнь декрета № 5 от 20 июля 1979 года, который предусматривал тюремное заключение на срок от года до 4 лет не только за уголовные преступления средней тяжести и мелкие преступления, но и за бродяжничество, азартные игры и пьянство.
Томас Борхе вошёл в состав первой правительственной делегации революционной Никарагуа, посетившей Советский Союз 17—22 марта 1980 года. В её составе он посетил мавзолей Ленина, совершил поездку в Ленинград. 19 марта Томас Борхе произнёс ответную речь (от имени советского руководства приветственную речь произносил А. П. Кириленко) на завтраке в Большом Кремлёвском дворце, хотя старшим в никарагуанской делегации был член Руководящего комитета правительства (ВДПНВ) Моисес Хассан Моралес. Борхе так обрисовал положение в Никарагуа:
«Правительство национального возрождения оказалось перед гигантской задачей восстановления опустошённой страны, необходимостью выплачивать международным банкам огромный внешний долг, оставшийся от Сомосы и его клики. В стране высок уровень безработицы и бедности, предательская буржуазия — союзница самых реакционных и агрессивных кругов американского империализма — проявляет полное неуважение к своему народу».
9 сентября 1980 года Борхе вместе с другими руководителями фронта обвинил бывшего министра обороны Бернардино Ларриоса в намерении арестовать Национальное руководство СФНО и заключил его в тюрьму. Ларриос вспоминал:
"Уже в тюрьме Томас Борхе вызвал меня из камеры, и сказал мне, дрожа от гнева: «Ты Святой Бернардино, а я коммунист!» Я ответил ему: «Я не понимаю тебя, Tомас, я горжусь тем, что являюсь католиком, и я подумал, что ты будешь гордиться тем, что был коммунистом». Он не ответил мне ничего. Только уходя, он бросил на меня косой взгляд и сказал: «Минимум, что тебе грозит, Бернардино, это сгнить в тюрьме!»
Ларриос, которого осудили на 7 лет тюрьмы, утверждал, что Томас Борхе и руководитель Сандинистской службы государственной безопасности (исп.  Seguridad del Estado Sandinista) полковник Ленин Серна посещали тюрьмы и, по его словам, словесно издевались над арестованными сторонниками Сомосы. Он вспоминал:
«Однажды в полночь приехал Томас Борхе с североамериканской певицей Джоан Баэз. Спросил, кто является заключённым с самым высоким званием, ему ответили, что это полковник Бернардино Ларриос… „Я заявляю всем вам, что Революция великодушна, и вы понемногу выйдите отсюда. Не так ли, Бернардино?“ — сказал мне Борхе. Я ответил: „Всем на свете понятно, что пока ты находишься у власти, никто не получит свободу“. Борхе вспылил».
19 июля 1981 года на праздновании 3-й годовщины революции Томас Борхе вновь заявил, что национальное единство, плюрализм и смешанная экономика призваны укреплять, а не дестабилизировать революционный процесс. Это было очередным предупреждением, адресованным оппозиции и предпринимателям. В то же время Борхе приказывал увольнять из Сандинистской полиции любого, кто превысит свои полномочия.
Обвинения в нарушении прав человека со стороны Amnesty International и других правозащитных организаций в адрес Томаса Борхе продолжались несколько лет, однако в 1981 году Amnesty International признала, что режим содержания в тюрьмах Никарагуа стал вполне удовлетворительным.
В 1982 году Томаса Борхе избрали заместителем председателя Постоянной конференции политических партий Латинской Америки — объединения социал-демократических, социалистических, либеральных и националистических партий континента.
В августе-сентябре 1983 года Томас Борхе посетил Португалию, Францию, Испанию, ФРГ, Нидерланды, Италию и Грецию.
Несмотря на определённое международное признание Томаса Борхе и снятие с него обвинений в нарушении прав человека, в конце ноября 1983 года Государственный департамент США отказал ему в выдаче визы для поездки в США.

### В оппозиции
Хотя Борхе и считался сторонником «жёсткой линии», однако позднее он поддержал политику национального примирения в Никарагуа и реформы в СФНО. Когда в 1990 году сандинисты проиграли всеобщие выборы, он оставил пост министра и перешёл в оппозицию вместе со своей партией. Он был депутатом Национального конгресса Никарагуа от СФНО, стал вторым человеком в партии, заняв пост вице-координатора, заместителя генерального секретаря СФНО. Через годы Борхе обзавёлся собственностью, открыв развлекательный центр «Playa Azul» («Синий пляж»).
На парламентских выборах 2000-х годов Томас Борхе регулярно избирался депутатом Национального конгресса от СФНО.

### Возвращение и уход
После победы сандинистов на президентских выборах и прихода к власти в Никарагуа Даниэля Ортеги его влияние ещё больше усилилось. Однако 22 марта 2007 года Томас Борхе по своей просьбе был назначен послом Никарагуа в Перу. Его назначение было воспринято как уход из политической жизни. За несколько месяцев до назначения Борхе официально женился на перуанской актрисе Марселе Перес, с которой жил много лет.
В том же году Борхе призвал президента Ортегу не преследовать бывшего президента страны Энрике Боланьоса и заявил, что в стране должна сохраняться свобода самовыражения.
В июле 2009 года по случаю 30-й годовщины Сандинистской революции Томас Борхе сказал в интервью «En Nuevo Diario»:
«Мы пришли к власти, покрытые дуновением святости. Мы были «мальчиками», героями народа, который мы освободили. Но потом пришла война, внешнее давление, экономический кризис и ошибки, и герои, которыми мы были, превратились в королей».
8 ноября 2009 года Томас Борхе вместе с президентом Даниэлем Ортегой и полковником Ленином Серной участвовал в церемонии открытия Мавзолея Карлоса Фонсеки Амадора и воздавания посмертных почестей команданте Карлосу Нуньесу Тельесу, скончавшемуся в 1990 году. На церемонии присутствовал сын Фонсеки — Карлос Фонсека Теран.
6 апреля 2012 года был госпитализирован в военный госпиталь в Манагуа. 9 апреля был переведен в отделение интенсивной терапии после респираторного осложнения. 30 апреля в 20:55 он скончался. После 3-дневного общенационального траура был похоронен в мавзолее Карлоса Фонсека, на площади Революции в Манагуа.

Борхе был последним из оставшихся в живых основателей СФНО и одним из его самых важных фигур.

## Частная жизнь
Его первая жена Йельба Борхе погибла в июне 1979 года в боях с Национальной гвардией. В ходе партизанской войны погибла и его дочь. Всего в первом браке было 5 дочерей.
Во втором браке был женат на Хосефине Серда, от которой тоже имел нескольких детей.
В 2007 году Борхе женился на перуанской актрисе Марселе Перес. Брак тоже был многодетным.
Борхе — автор поэзии, эссе и автобиографии. Кубинский поэт Роберто Фернандес Ретамар считал, что книга Борхе «Карлос, рассвет уже не только мечта» по своим литературным достоинствам сравним с документальной прозой Габриэля Гарсиа Маркеса о боливийской эпопее Че Гевары.
Мундир Томаса Борхе хранится в Киевском музее истории завода «Арсенал».

## Сочинения
- Borge T. Carlos, el amanecer ya no es una tentación. Managua, Nueva Nicaragua, 1980.
- «Карлос, рассвет уже не только мечта!» Архивная копия от 4 декабря 2009 на Wayback Machine